# Eric Holder
Eric Himpton Holder, Jr. (n. 21 de gener de 1951) fou Fiscal General dels Estats Units des de febrer de 2009 fins al 27 d'abril del 2015.
Ja havia estat fiscal general adjunt dels Estats Units des de 1997 fins a 2001 i assessor legal de Barack Obama durant la seva campanya a la presidència. El 18 novembre 2008 va acceptar ser el futur fiscal general dels Estats Units a partir de 2009 amb l'administració Obama en el govern, càrrec que va haver de ser ratificat pel  Senat.
Eric Holder ja havia ocupat aquest càrrec de manera transitòria durant diversos dies de 2001 fins que John Ashcroft, designat per George W. Bush, va ser acceptat per la cambra alta.
Fou succeït en el càrrec per Loretta Lynch el 27 d'abril del 2015.

## Biografia
Holder va néixer el 1951 al districte de Bronx, Nova York fill d'un matrimoni immigrant de les Barbados. Va créixer a Queens i va rebre educació a la prestigiosa Stuyvesant High School. Posteriorment va aconseguir el grau de Bachelor of Arts en 1973 i el de doctor en 1976 per la Universitat de Colúmbia. Està casat amb Sharon Malone, un obstetra, amb qui va tenir tres fills.

## Carrera
Després de graduar-se a l'escola de lleis, Holder va treballar per al Departament de Justícia com a advocat a la secció d'Integritat Pública des de 1976 fins a 1988. Després va ser nomenat pel president Ronald Reagan per servir com un jutge de la Cort Superior del Districte de Columbia.

### Fiscal General Adjunt dels Estats Units

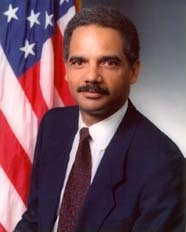
Fotografia de Holder el 2000 com a fiscal general adjunt.

El 1993 va ser nomenat pel president Bill Clinton fiscal per al Districte de Colúmbia.
El 1997, després de la jubilació de Jamie Gorelick, Clinton va designar-lo com a següent fiscal general adjunt sota la direcció de Janet Reno, confirmat pel Senat diversos mesos més tard per unanimitat. L'oposició de Holder a la pena de mort va ser un aspecte criticat els dies previs a la seva confirmació com a adjunt, però va prometre la seva intenció de cooperar amb la legislació vigent. Janet Reno, també crític amb la pena capital, va dir: "Jo no sóc un defensor de la pena de mort, però feré complir la llei tal com el Congrés ens la dona". Holder es va convertir en el primer afroamericà en ocupar un càrrec tan alt de la justícia nord-americana.
Com a fiscal general adjunt, Holder va estar involucrat, juntament amb Jack Quinn, en la controvèrsia sobre l'indult al fugitiu Marc Rich que va afectar la imatge del president Clinton.
Després de la victòria de George W. Bush el 2001, Holder va ocupar de manera temporal la Fiscalia General fins que John Ashcroft va ser ratificat pel Senat.

### Consultores privades
Des de 2001, Holder va estar treballant al bufet Covington & Burling amb seu a Washington, DC com a advocat. Va ajudar en la negociació entre el Departament de Justícia i l'empresa Chiquita Brands International en un cas de pagaments per part d'aquesta última a les Autodefenses Unides de Colòmbia, considerat llavors com a grup terrorista pels Estats Units. En l'acord final es va acordar la multa de 25 milions de dòlars a Chiquita Brands en quedar provat que tenia llaços amb els paramilitars. En l'última mostra de porta giratòria entre Wall Street i Washington, el recentment retirat fiscal general dels EUA ha tornat a casa - a la firma d'advocats corporatius Covington & Burling - on va treballar durant vuit anys abans de convertir-se en cap del Departament de Justícia. Entre la llista de clients d'aquest bufet d'advocats es troben molts dels grans bancs que el Departament de Justícia sota el lideratge de Holder no va aconseguir enjudiciar penalment pel seu paper en la crisi financera, incloent Bank of America, JPMorgan Chase, Wells Fargo i Citigroup.

### Campanya presidencial d'Obama
A finals de 2007 es va sumar a la campanya a la presidència del senador per Illinois com a assessor jurídic. A més va formar part del comitè de selecció de la campanya.

### Fiscalia General
El 18 de novembre de 2008, el candidat vencedor de les presidencials, Barack Obama, va seleccionar Eric Holder com el seu futur fiscal general. Un cop designat oficialment ratificat posteriorment pel senat el 2 de febrer de 2009, Holder es va convertir en el primer afroamericà a estar al capdavant del Departament de Justícia. La presència de Holder al Gabinet dels Estats Units fou la continuació d'altres alts càrrecs afroamericans, com ara Colin Powell i Condoleezza Rice, Secretaris d'Estat sota l'administració Bush.